# Джордж, Чарльз

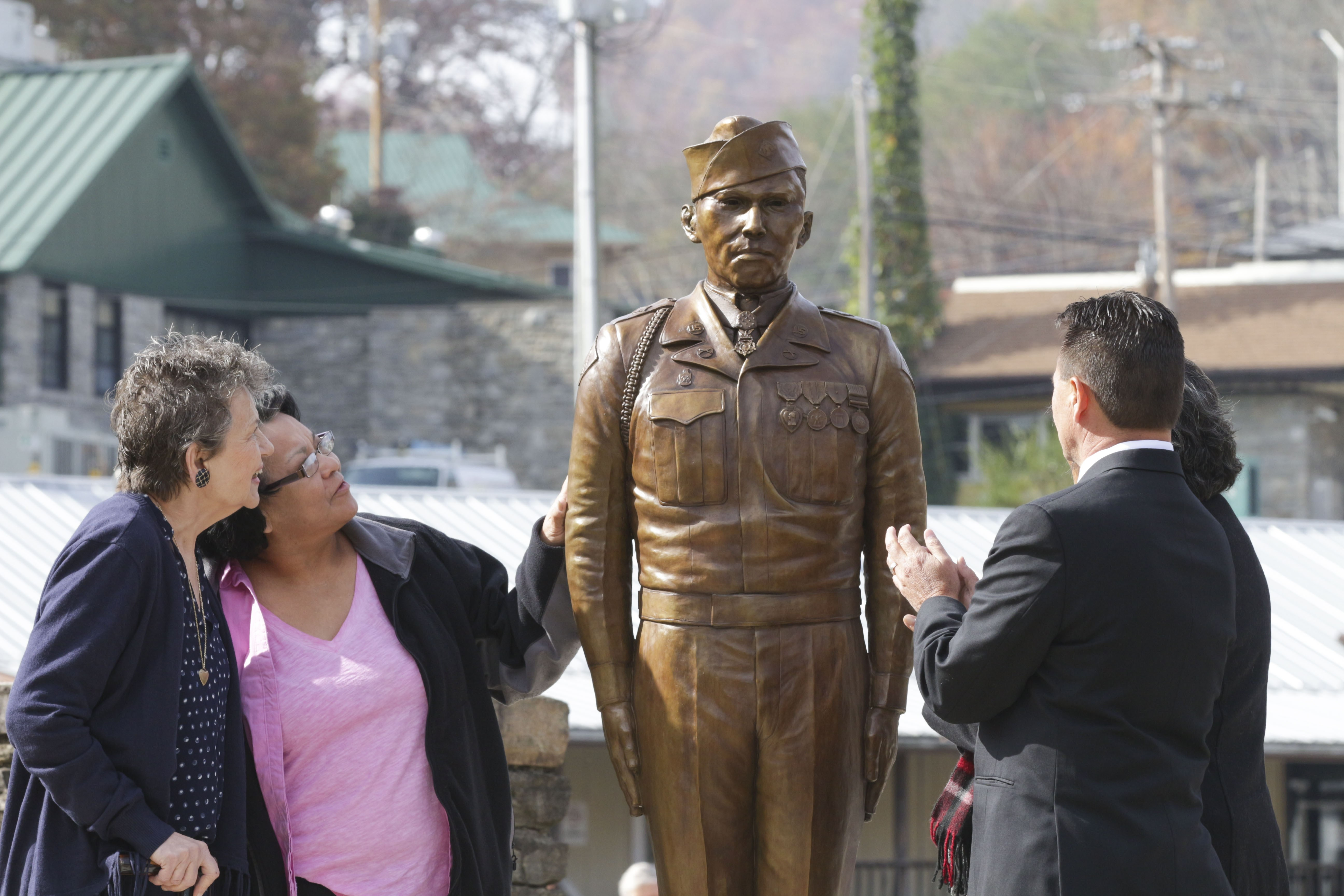
Бронзовая статуя Чарльза Джорджа в Cherokee Veterans Park.

Чарльз Джордж (англ. Charles George; 23 августа 1932 года — 30 ноября 1952) — солдат армии США, награждённый медалью Почёта за действия в бою 30 ноября 1952 года в ходе Корейской войны. Получил смертельное ранение, когда накрыл собой гранату, чтобы спасти других солдат своей роты за что и был награждён посмертно медалью Почёта.
Родился в местности Чероки, штат Северная Каролина. Этнический индеец аниюнвийя. Поступил на службу в Уитьер, штат Северная Каролина. Дослужился до звания рядовой первого класса. К моменту гибели в бою при Сонае-дон, Корея служил в рядах роты С, 179-го пехотного полка, 45-й пехотной дивизии.
В честь Чарльза Джорджа назван медицинский центр ветеранов в г. Эшвиль, штат Северная Каролина.
Несколько подростков обнаружили медали Джорджа: Пурпурное сердце, Бронзовую звезду и медаль «За безупречную службу» в антикварном магазине. Владелец согласился отдать их безвозмездно, при условии что медали будут переданы семье Джорджа, что и было сделано.

## Наградная запись
Награждение имело место 18 марта 1954 года. Наградная запись гласит:

Рядовой первого класс Джордж, служащий в роте С отличился благодаря выдающейся храбрости и отваге, проявленной при исполнении служебного долга и за его пределами в бою с противником в ночь на 20 ноября 1952 года. Он входил в состав разведотряда, имевшего задачу вступить в бой с врагом и захватить пленного для [последующего] допроса. Поднимаясь на склон разведгруппа попала под плотный миномётный и пулемётный обстрел и понесла серьёзные потери. В ходе наступления он храбро сражался и достигнув гребня хребта ворвался в окопы и вступил в рукопашную с противником. Когда союзные войска после выполнения задания получили приказ отходить, он и двое его товарищей остались прикрывать отступление. Кода они выбирались из траншей, вражеский солдат бросил гранату в середину их группы. Рядовой Джордж криком предупредил одного товарища, оттолкнул другого и полностью осознавая последствия без колебаний накрыл телом гранату, приняв на себя всю мощь взрыва. Получив серьёзное ранение в ходе такой демонстрации доблести, он не издал ни одного крика, чтобы не раскрыть позицию своих товарищей. Двое солдат эвакуировали его на передовой пункт первой помощи, вскоре он скончался от ран. Рядовой Джордж своим неукротимым боевым духом, совершенной преданностью долгу и добровольным самопожертвованием заслужил высочайшую честь и поддержал лучшие традиции военной службы.
Оригинальный текст (англ.)
Pfc. George, a member of Company C, distinguished himself by conspicuous gallantry and outstanding courage above and beyond the call of duty in action against the enemy on the night of November 30, 1952. He was a member of a raiding party committed to engage the enemy and capture a prisoner for interrogation. Forging up the rugged slope of the key terrain feature, the group was subjected to intense mortar and machine gun fire and suffered several casualties. Throughout the advance, he fought valiantly and, upon reaching the crest of the hill, leaped into the trenches and closed with the enemy in hand-to-hand combat. When friendly troops were ordered to move back upon completion of the assignment, he and 2 comrades remained to cover the withdrawal. While in the process of leaving the trenches a hostile soldier hurled a grenade into their midst. Pfc. George shouted a warning to 1 comrade, pushed the other soldier out of danger, and, with full knowledge of the consequences, unhesitatingly threw himself upon the grenade, absorbing the full blast of the explosion. Although seriously wounded in this display of valor, he refrained from any outcry which would divulge the position of his companions. The 2 soldiers evacuated him to the forward aid station and shortly thereafter he succumbed to his wound. Pfc. George's indomitable courage, consummate devotion to duty, and willing self-sacrifice reflect the highest credit upon himself and uphold the finest traditions of the military service.
— 